# جوني وليامز (لاعب كرة قدم)
جوني وليامز (بالإنجليزية: Johnny Williams)‏ (و. 1927 – 2005 م) هو لاعب كرة قدم أمريكية، من الولايات المتحدة، ولد في لوس أنجلس، يلعب كظهير دفاعي ‏، توفي عن عمر يناهز 78 عاماً.

## التعليم
تعلم في Huntington Park High School ‏.

## روابط خارجية
- جوني وليامز على موقع مرجع كرة القدم المحترفة.كوم (الإنجليزية)